# Reggenza di Karo
La reggenza di Karo (in indonesiano: Kabupaten Karo) è una reggenza dell'Indonesia, situata nella provincia di Sumatra Settentrionale.